# Lieja-Bastoña-Lieja 1929
La Lieja-Bastogne-Lieja 1929 fue la 19.ª edición de la clásica ciclista Lieja-Bastoña-Lieja. La carrera se disputó el domingo 9 de mayo de 1929, sobre un recorrido de 231 km. El vencedor final fue el belga Alfons Schepers que venció al esprint a sus compatriotas Gustave Hombroeckx y Maurice Raes, que fueron segundo y tercero respectivamente. 
Este sería el primer triunfo de Schepers en esta carrera, de las tres victorias que conseguiría. 

## Clasificación final
| Posición | Ciclista           | Equipo | Tiempo   |
| -------- | ------------------ | ------ | -------- |
| 1        | Alfons Schepers    | -      | 8h45'25" |
| 2        | Gustave Hombroeckx | -      | s.t.     |
| 3        | Maurice Raes       | -      | s.t.     |
| 4        | Constant Struyven  | -      | s.t.     |
| 5        | Camille Degraeve   | -      | s.t.     |
| 6        | Georges Laloup     | -      | a 1'57"  |
| 7        | Marcel Houyoux     | -      | s.t.     |
| 8        | Albert Herman      | -      | s.t.     |
| 9        | Prosper Delobelle  | -      | s.t.     |
| 10       | Henri Lepine       | -      | s.t.     |